# 2011년 북대서양 허리케인
2011년 북대서양 허리케인 (2011 Atlantic hurricane season)은 북대서양에서 2011년에 발생한 허리케인들의 활동에 대해 기록한 문서이다. 북대서양 허리케인은 주로 6월 1일부터 11월 30일 사이에 발생한다. 6월 28일 제1호 열대폭풍 알린을 시작으로, 2011년 동안 총 20개의 열대저기압, 19개의 열대폭풍, 7개의 허리케인, 4개의 메이저 허리케인이 발생하였다.

## 통계

### 월별 태풍 발생 개수
| -                                      | 1월   | 2월   | 3월   | 4월     | 5월       | 6월       | 7월       | 8월       | 9월       | 10월      | 11월      | 12월      |
| -------------------------------------- | ----- | ----- | ----- | ------- | --------- | --------- | --------- | --------- | --------- | --------- | --------- | --------- |
| 2011년                                 | 0 (0) | 0 (0) | 0 (0) | 0 (0)   | 0 (0)     | 1 (1)     | 3 (4)     | 7 (11)    | 6 (17)    | 1 (18)    | 1 (19)    | 0 (19)    |
| 160년 평균 1851년~2010년               | 0 (0) | 0 (0) | 0 (0) | 0 (0.1) | 0.1 (0.2) | 0.5 (0.7) | 0.7 (1.4) | 2.2 (3.6) | 3.4 (7.0) | 2.0 (9.0) | 0.5 (9.5) | 0.1 (9.6) |
| - 괄호 안의 숫자는 누적 열대폭풍 수임. |       |       |       |         |           |           |           |           |           |           |           |           |

- 160년 평균으로 1년 동안 열대폭풍 발생 개수가 9.6개인데 비해, 2011년에는 1년 동안 19개가 발생하여 매우 높은 수치를 기록하였다. 2010년 기록인 19개와 같은 수의 열대폭풍이 발생하였다.
- 160년 평균 기록에서는 3.4개로 9월에 열대폭풍 발생이 가장 잦다. 2011년에는 8월에 7개가 발생하여 열대폭풍 발생이 가장 많은 달이 되었다.

### 특징
2011년에는 열대폭풍이 19개 발생하여 1887년, 1995년, 2010년과 같이 사상 3번째로 가장 많이 발생한 해로 기록되었다. 그러나 열대폭풍 중 37%인 7개만이 허리케인으로 발달하여, 평년보다 낮은 비율을 기록하였고, 그 중 3개가 메이저 허리케인으로 발달하여 평년과 비슷한 수치를 보였다.
또한 사상 처음으로 첫 허리케인이 9번째 열대폭풍 (허리케인 아이린)으로부터 발생하였다. 즉 처음 8개의 열대폭풍이 허리케인으로 발달하지 못했다. 그리고 미국 국립 허리케인 센터에서 2011년 북대서양 해상을 재검토한 결과, 한 개의 열대폭풍을 추가로 발견했다. 그 열대폭풍은 이름이 붙여지지 않는다.
폭풍누적에너지(ACE, Accumulated Cyclone Energy)는 약 121로, 평균 (96.1)보다 높은 수치를 기록하였다. 그 중 약 1/3을 메이저 허리케인 아이린(20.3)과 카티아(24.8)가 차지하였다.

### 은퇴한 이름
2011년 이름 중에서 미국 동부에 많은 피해를 끼친 "아이린"(Irene)이 올해를 마지막으로 영구 제명되었다. 2017년부터는 허리케인 이름으로 아이린 대신 어마(Irma)가 쓰일 예정이다.

## 활동한 허리케인

### 제1호 열대폭풍 알린
열대폭풍 알린은 캄페체 만에서 6월 29일 (현지시간 6월 28일)에 발생했다. 발생했을 당시 이미 열대폭풍 풍속을 가지고 있었고, 크기가 매우 커서 이미 멕시코와 텍사스주 남부에 영향을 주고 있었다. 서진하면서 발달하던 중, 6월 30일에 55노트의 풍속으로 멕시코 베라크루스주의 카보로호에 상륙했다. 이후 열대폭풍 알린은 멕시코의 산간 지역의 영향으로 7월 1일에 소멸하게 되었다.

### 제2호 열대폭풍 브렛
7월 16일에 바하마 북쪽에서 저기압이 발생하였다. 약화되는 윈드 시어에 힘입어 발달하기 시작하였다. 닫힌 저기압이 발생하였고, 다음날 21시 (UTC), 미국 국립 허리케인 센터는 그레이트 아바코 섬 (Great Abaco Island)에서 북서쪽으로 100 마일(160 km) 떨어진 곳에서 열대저기압이 발생하였다고 발표하였다. 세 시간 후 열대폭풍 "브렛"(Bret)으로 발달하였다. 점점 더 발달하면서 7월 18일 허리케인의 눈의 특징을 가지기 시작하였으나, 빠르게 북동진하기 시작하였다. 건조한 공기와 다시 강해진 윈드 시어가 더 이상의 발달을 막았으나, 열대폭풍 브렛은 7월 22일이 돼서야 열대저기압으로 약화되었다. 계속된 강한 윈드 시어로 그 날 버뮤다 북쪽에서 소멸하였다.

### 제9호 메이저 허리케인 아이린
8월 20일 저녁, 대서양 중부에 위치한 큰 저기압이 열대폭풍 "아이린(Irene)"이 발생하였다. 8월 21일에는 리워드 제도를 지났고, 8월 22일에 2011년 최초로 1등급 허리케인으로 발달하였다. 그 당시 풍속은 65노트(120km/h)였으며, 최저 기압은 987 hPa이었다. 8월 24일 새벽, 허리케인 아이린은 풍속 100노트(115mph, 185 km/h)의 3등급 메이저 허리케인으로 발달하였다. 허리케인 아이린은 이후 약간 약화되었지만, 약화된 동안 폭풍경이 많이 확대되었다. 8월 26일, 아이린은 미국 동부에 접근하면서 대피가 시작되었다. 8월 27일, 허리케인 아이린은 1등급 허리케인의 세력으로 노스캐롤라이나주 룩아웃 곶 (Cape Lookout)에 상륙하였다. 이후 8월 28일 미국 동부 시간 (EDT) 오전 5시 35분에 뉴저지주 리틀 에그 유입구 (Little Egg Inlet)에 상륙하였고, 열대폭풍으로 약화되고 그 날 9시경 (EDT) 뉴욕주 브루클린에 상륙하였다. 그래서 한 때 뉴욕 지하철이 전면 통제되었다. 뉴욕에 상륙한 후 미국 북동부 지역을 관통하면서 8월 29일 (UTC) 미국과 캐나다의 국경에서 온대저기압으로 변질되었다.
허리케인 아이린이 카리브해와 미국을 지나면서 많은! 피해가 속출되었다. 최소 55명 사망하였고, 재산 피해는 100억 달러에 육박할 것으로 전망되었다. 참고로 이 허리케인은 2008년 허리케인 아이크 이후 처음으로 미국에 상륙하였다.

### 제12호 메이저 허리케인 카티아
제12호 메이저 허리케인 카티아는 현지시각 8월 30일에 발생하였다. 이후 급속도로 발달해 1등급 허리케인으로 발달하였으나 이후 다시 약화되어 열대폭풍으로 약화된 상태로 약 1일을 유지하다가 다시 급격히 발달해 9월 5일 최대풍속 100 kt, 최저 중심기압 959hPa로 2011년 두 번째 메이저 허리케인으로 발달하였다. 그리고 그 날 4등급 허리케인으로 발달하였다. 그러나 점차 북위 25도 이상의 중위도로 진출하면서 9월 7일에 2등급 허리케인으로 약화되어 9월 7일 오전 중심기압 963hPa, 최대풍속 90kt(45m/s)로 약화되었다. 이후 북위 30도에 가까워지면서 중심기압 973hPa, 최대풍속 80kt(40m/s)의 1등급 허리케인으로 약화되었다. 이후 허리케인 카티아는 서진, 북서진, 북북서진, 북동진으로 진로를 바꾸고 미국 동쪽 먼바다를 지나 북위40도 이상의 고위도로 진출하였다. 그리고 9월10일 오후에는 중심기압 970hPa, 최대풍속 70kt(35m/s)으로 약화되었고 북위 43도 이상의 위도로 진출하면서 온대저기압화가 진행되기 시작했고, 끝내 북위 44.7도의 캐나다 동쪽 먼바다에서 중심기압 954hPa, 최대풍속 70kt(35m/s)의 온대저기압으로 변질되었다. 온대저기압 카티아는 9월 12일 북유럽에 피해를 입혔다.

### 제 12-2호 열대폭풍 네임드
2011년 9월 당시에는 확인되지 않았던 열대폭풍이 재검토를 통해 확인되었다.

### 제14호 허리케인 마리아
대서양 동부에 9월 6일  열대저기압이 발생하여 열대폭풍 마리아로 발달하였다. 중심기압은 1004hPa, 최대풍속 35kt(18m/s)이었다. 이후 크게 발달하지는 못하고 1000hPa대를 유지하면서 계속 서진해 북아메리카에 가까워졌다. 이후 열대폭풍 마리아는 약 5일간 서진하다가 서서히 진로를 서북서, 북서, 북북서, 이내 북진으로 바꾸면서 30도 이상의 고위도로 진출하였다. 그러나 예상외로 돌연 발달하면서 북위 35도에서 중심기압 987hPa, 최대풍속 65kt(35m/s)로 2011년 3번째 허리케인이 되었다. 이후 중심기압은 더 낮아져 북위 40도 이상의 고위도로 진출하면서도 중심기압 979hPa, 최대풍속 70kt(35m/s)로 더욱 강해졌으나 온대저기압화가 진행되면서 허리케인 마리아는 9월 17일 오전 뉴펀들랜드 섬에 상륙한 직후 중심기압 982hPa, 최대풍속 60kt(30m/s)의 온대저기압으로 변질되었다.
참고로 열대폭풍 마리아가 발생하면서 2005년 이후 14개의 열대폭풍이 가장빨리 발생하였다.

### 제15호 허리케인 네이트
멕시코 동쪽 해안에서 발생한 저기압이 9월 7일 열대폭풍(TS) '네이트'(NATE)로 발생하였다. 그러나 크게 발달하지 못하고 열대폭풍의 상태로 계속 정체하거나 서진하면서 내륙에 진입하여 9월 11일 멕시코 베라크루스주에 상륙 후 열대저기압으로 약화되었고, 다음 날 소멸하였다.
한편, 미국 국립 허리케인 센터에서는 네이트를 사후 허리케인으로 상향조정하였다.

### 제16호 메이저 허리케인 오필리아
9월 21일 카보베르데의 남서쪽에서 열대저기압이 발생하였고 이후 버뮤다 동쪽에서 중심기압 1006hPa, 최대풍속 35kt(18m/s)의 제16호 열대폭풍 오펠리아(OPHELIA)로 지정되었다. 이 열대폭풍은 하루만에 중심기압이 990hPa 대로 떨어졌고 중심기압 994hPa, 최대풍속 55kt(27m/s)로 발달하였으나 다시 약화되어 9월 23일에는 중심기압이 1004hPa, 최대풍속 40kt(20m/s)에 그쳤다. 9월 25일까지 이 세력을 유지하다가, 강한 윈드 시어와 건조한 공기로 인해 9월 26일 저기압으로 약화되면서 소멸하였다. 그러나 9월 27일 오후 이 저기압이 다시 발달하면서 열대저기압으로 재발생하였다.이 때 '오필리아'라는 이름이 다시 부여되었다. 이후 이 열대저기압은 다시 열대폭풍으로 격상되었다. 이 열대폭풍은 계속 발달하면서 9월 30일 오후에는 중심기압 976hPa, 최대풍속 80kt(40m/s)으로 발달하면서 2011년 4번째 허리케인이 되었다. 이 허리케인은 계속 발달하면서 10월 1일 오전에는 중심기압 952hPa, 최대풍속 105kt(50m/s)가 되면서 3등급 메이저 허리케인이 되었다. 계속 발달하여 오후에는 중심기압 944hPa, 최대풍속 115kt(60m/s)의 4등급 허리케인이 되었다.
그러나 그세력은 허리케인이 고위도로 빠르게 진출하면서 약화되어, 현지시각 10월 3일 중심기압 964hPa, 최대풍속 85kt(45m/s)로 약화되어 약 2일만에 카테고리 4등급에서 카테고리 2등급으로 격하되었다. 이 허리케인은 계속 빠르게 약화되면서 곧 열대폭풍으로 약화되었고 10월 3일 오후에 중심기압 996hPa, 최대풍속 50kt(25m/s)의 온대저기압으로 변질되었다.

### 제17호 허리케인 필리프
아프리카 해상에 진출한 열대 파동이 9월 23일 저기압을 동반하게 되었다. 이후 급발달하면서 24일 열대저기압으로 발생하였고, 같은 날 중심기압 1006hPa, 최대풍속 35kt(18m/s)의 제17호 열대폭풍 필리프(Philippe)으로 발달하였다. 그리고 해상을 지나면서 26일에는 중심기압이 997hPa 로 떨어졌고 최대풍속은 50kt(25m/s)로 발달하였다. 이 세력을 유지하였으나, 9월 26일 밤 조금 약화되었다. 그런데 10월에 접어들자 약간 발달하였다. 10월 1일에는 최대풍속이 60kt까지 올라갔다. 이후 다시 세력이 약해졌으나, 다시 45kt~55kt의 세력을 5일간 유지하였고, 10월 6일 오전 5시(현지시간) 다시 최대풍속 60kt, 최저기압 991hPa로 발달하였다. 10월 6일 오전 5시에는 열대폭풍 필리프가 허리케인으로 발달할 것으로 보였고 이 예상대로 10월 6일 낮에 열대폭풍 필리프는 중심기압이 980hPa로 내려가고 최대풍속은 75kt(40m/s)으로 올라가면서 2011년 6번째 허리케인이 되었다. 잠시 허리케인 필리프는 중심기압 976hPa, 최대풍속 80kt(40m/s)으로 발달하였으나 다음날인 10월 8일 중심기압 989hPa, 최대풍속 60kt(30m/s)으로 약화되면서 열대폭풍으로 격하되었다. 이후에도 이 열대폭풍은 계속 약화되면서 10월 10일에는 중심기압 987hPa, 최대풍속 60kt(30m/s)의 온대저기압으로 변질되었다.

### 제18호 메이저 허리케인 리나
제18호 열대저기압은 현지시각 10월 24일에 중심기압 1004hPa, 최대풍속 35kt(18m/s)의 열대폭풍으로 발달하여 "리나"(Rina)라는 이름이 붙여졌다.. 이 열대폭풍은 급격히 발달하면서 단 1일만에 허리케인으로 발전하여 2011년 7번째 허리케인이 되었으며 1일 후에는 중심기압 966hPa, 최대풍속 100kt(50m/s)의 3등급 메이저 허리케인으로 발달하였다.(원래는 967hPa, 95kt였으나, 사후 분석을 통해 메이저 허리케인으로 상향 조정되었다.) 이후 육지와 가까워 지면서 곧 캄페체반도에 상륙하였고 세력은 약화되어 10월 28일 열대저기압으로 약화되어 곧 소멸하였다.

## 이외의 열대 저기압
다음 (아)열대 저기압은 남대서양, 지중해 등에서 발생한 것으로 북대서양에 포함되지 않으나, 그 해역에 담당기관이 없어 여기에 기록하기로 한다.
- 3월, 아열대폭풍 아라니 (남대서양)
- 11월, 제1호 열대폭풍 (롤프, 지중해)

## 같이 보기
- 2011년 동태평양 허리케인
- 2011년 태풍
- 2011년 북인도양 사이클론
- 남대서양 열대 저기압